# Макклелланд, Джон
Сэр Джон Маккле́лланд (англ. John McClelland, 1805—1875) — британский врач, интересовавшийся также геологией и биологией, работал на Ост-Индийскую компанию.
В 1835 году вместе с Натаниэлем Валлихом и Вилльямом Гриффитом по поручению чайного комитета он отправился в экспедицию, чтобы определить, может ли чай расти в северо-восточной Индии. Эта миссия потерпела неудачу.
В 1836 году Макклелланда назначили секретарём «угольного комитета», подразделения Геологической службы Индии (GSI, Geological Survey India), образованного для разработок индийского угля. Макклелланд первым предложил нанять профессионального геолога для выполнения задачи. Также он был вовлечён в инспектирование индийских лесов и способствовал образованию Министерства лесов Индии.
В 1846-47 годах он служил в Калькуттском ботаническом саду, с 1841 по 1847 год был издателем the Calcutta Journal of Natural History. Имя учёного увековечено в названии птицы горный бюльбюль (Ixos mcclellandii). В своих исследованиях по ихтиологии он описал много видов рыб, а также несколько родов, среди них род
Schistura.

## Сочинения
- McClelland, J. 1839. Indian Cyprinidae, Asiatic Researches, 19: 217—471